# Tour Colombia 2019
El Tour Colombia 2019, segona edició del Tour Colombia, foiu una cursa ciclista que es disputà a Colòmbia entre el 12 i el 17 de febrer de 2019. La cursa formava part del calendari UCI Amèrica Tour 2019 amb una categoria 2.1.
El vencedor final fou el colombià Miguel Ángel López (Astana Qazaqstan Team), que s'imposà per quatre segons al també colombià Iván Sosa (Team Sky) i per quaranta-dos a Daniel Martínez (EF Education First).

## Equips
En aquesta edició hi van prendre part 28 equips: 6 WorldTeams, 7 Equips continentals professionals, 12 equips continentals i 3 equips nacionals :
| WorldTeams (6)- Astana - Deceuninck-Quick Step - EF Education First - Movistar Team - Sky - UAE Team Emirates Equips continentals professionals (7)- Androni Giocattoli-Sidermec - Bardiani CSF - Hagens Berman Axeon - Israel Cycling Academy - Manzana Postobón - Neri Sottoli-Selle Italia-KTM - Nippo Vini Fantini Faizanè Equips continentals (12)- Aevolo - BetPlay Cycling Team - Coldeportes Bicicletas Strongman - Coldeportes Zenú - Deprisa Team - Efapel - EPM-Scott - GW Shimano Chaoyang Kixx Envía PX Lazer - IAM Excelsior - Medellín - Orgullo Paisa - Team Illuminate Equips nacionals (3)- Colòmbia - Equador - Itàlia |
| |

## Etapes
| Etapa    | Data      | Ciutats d'etapa             | type                      | Distància (km) | Vencedor de l'etapa        | Líder de la general       |
| -------- | --------- | --------------------------- | ------------------------- | -------------- | -------------------------- | ------------------------- |
| 1a etapa | 12 de feb | Medellín – Medellín         | contrarellotge per equips | 14             | EF Education First         | Rigoberto Urán            |
| 2a etapa | 13 de feb | La Ceja – La Ceja           | etapa plana               | 150,5          | Álvaro Hodeg Chagui        | Álvaro Hodeg Chagui       |
| 3a etapa | 14 de feb | Rionegro – Rionegro         | etapa accidentada         | 167,6          | Sebastián Molano Benavides | Rigoberto Urán            |
| 4a etapa | 15 de feb | Medellín – Medellín         | etapa plana               | 144            | Bob Jungels                | Bob Jungels               |
| 5a etapa | 16 de feb | La Unión – La Unión         | etapa de mitja muntanya   | 176,8          | Julian Alaphilippe         | Julian Alaphilippe        |
| 6a etapa | 17 de feb | Retiro – Alto de Las Palmas | etapa de mitja muntanya   | 173,5          | Nairo Quintana Rojas       | Miguel Ángel López Moreno |

### Etapa 1
| \| Classificació de l'etapa \| Classificació de l'etapa \| Classificació de l'etapa \| Classificació de l'etapa \| Classificació de l'etapa \| Classificació de l'etapa \| \| Equip \| Equip \| Temps \| Diferència de temps \| Velocitat \| \| \| ------------------------ \| -------------------------------- \| ------------------------ \| ------------------------ \| ------------------------ \| ------------------------ \| \| 1r \| EF Education First \| 15' 05" \| 0" \| 55.691 km/h \| \| \| 2n \| Deceuninck-Quick Step \| 15' 13" \| + 8" \| 55.203 km/h \| \| \| 3r \| Sky \| 15' 15" \| + 10" \| 55.082 km/h \| \| \| 4t \| Astana \| 15' 27" \| + 22" \| 54.369 km/h \| \| \| 5è \| UAE Team Emirates \| 15' 40" \| + 35" \| 53.617 km/h \| \| \| 6è \| Medellín \| 15' 45" \| + 40" \| 53.333 km/h \| \| \| 7è \| Movistar Team \| 15' 49" \| + 44" \| 53.109 km/h \| \| \| 8è \| EPM-Scott \| 15' 57" \| + 52" \| 52.665 km/h \| \| \| 9è \| Coldeportes Bicicletas Strongman \| 15' 58" \| + 53" \| 52.610 km/h \| \| \| 10è \| Manzana Postobón \| 15' 59" \| + 54" \| 52.555 km/h \| \| |                                  |         |                     |             |
| |                                  |         |                     |             |
| Font: ProCyclingStats |                                  |         |                     |             |
| Classificació de l'etapa |                                  |         |                     |             |
| Equip | Equip                            | Temps   | Diferència de temps | Velocitat   |
| 1r | EF Education First               | 15' 05" | 0"                  | 55.691 km/h |
| 2n | Deceuninck-Quick Step            | 15' 13" | + 8"                | 55.203 km/h |
| 3r | Sky                              | 15' 15" | + 10"               | 55.082 km/h |
| 4t | Astana                           | 15' 27" | + 22"               | 54.369 km/h |
| 5è | UAE Team Emirates                | 15' 40" | + 35"               | 53.617 km/h |
| 6è | Medellín                         | 15' 45" | + 40"               | 53.333 km/h |
| 7è | Movistar Team                    | 15' 49" | + 44"               | 53.109 km/h |
| 8è | EPM-Scott                        | 15' 57" | + 52"               | 52.665 km/h |
| 9è | Coldeportes Bicicletas Strongman | 15' 58" | + 53"               | 52.610 km/h |
| 10è | Manzana Postobón                 | 15' 59" | + 54"               | 52.555 km/h |

| \| Classificació general \| Classificació general \| Classificació general \| Classificació general \| Classificació general \| \| Corredor \| Corredor \| Equip \| Temps \| \| \| --------------------- \| ------------------------------- \| --------------------- \| --------------------- \| --------------------- \| \| 1r \| Rigoberto Urán \| EF Education First \| 15' 05" \| \| \| 2n \| Daniel Martínez Poveda \| EF Education First \| + 0" \| \| \| 3r \| Lawson Craddock \| EF Education First \| + 0" \| \| \| 4t \| Taylor Phinney \| EF Education First \| + 0" \| \| \| 5è \| Bob Jungels \| Deceuninck-Quick Step \| + 8" \| \| \| 6è \| Julian Alaphilippe \| Deceuninck-Quick Step \| + 8" \| \| \| 7è \| Maximiliano Richeze Araquistain \| Deceuninck-Quick Step \| + 8" \| \| \| 8è \| Álvaro Hodeg Chagui[2] \| Deceuninck-Quick Step \| + 8" \| \| \| 9è \| Jhonatan Narváez Prado \| Team Sky \| + 10" \| \| \| 10è \| Iván Ramiro Sosa Cuervo \| Team Sky \| + 10" \| \| |                                 |                       |         |
| |                                 |                       |         |
| Font: ProCyclingStats |                                 |                       |         |
| Classificació general |                                 |                       |         |
| Corredor | Corredor                        | Equip                 | Temps   |
| 1r | Rigoberto Urán                  | EF Education First    | 15' 05" |
| 2n | Daniel Martínez Poveda          | EF Education First    | + 0"    |
| 3r | Lawson Craddock                 | EF Education First    | + 0"    |
| 4t | Taylor Phinney                  | EF Education First    | + 0"    |
| 5è | Bob Jungels                     | Deceuninck-Quick Step | + 8"    |
| 6è | Julian Alaphilippe              | Deceuninck-Quick Step | + 8"    |
| 7è | Maximiliano Richeze Araquistain | Deceuninck-Quick Step | + 8"    |
| 8è | Álvaro Hodeg Chagui             | Deceuninck-Quick Step | + 8"    |
| 9è | Jhonatan Narváez Prado          | Team Sky              | + 10"   |
| 10è | Iván Ramiro Sosa Cuervo         | Team Sky              | + 10"   |

### Etapa 2
| \| Classificació de l'etapa \| Classificació de l'etapa \| Classificació de l'etapa \| Classificació de l'etapa \| Classificació de l'etapa \| \| Corredor \| Corredor \| Equip \| Temps \| \| \| ------------------------ \| ------------------------------- \| ----------------------------- \| ------------------------ \| ------------------------ \| \| 1r \| Álvaro Hodeg Chagui \| Deceuninck-Quick Step \| 3h 21' 40" \| \| \| 2n \| Martin Laas \| Team Illuminate \| + 0" \| \| \| 3r \| Sebastián Molano Benavides \| UAE Team Emirates \| + 0" \| \| \| 4t \| Mihkel Räim \| Israel Cycling Academy \| + 0" \| \| \| 5è \| Maximiliano Richeze Araquistain \| Deceuninck-Quick Step \| + 0" \| \| \| 6è \| Luca Pacioni \| Neri Sottoli-Selle Italia-KTM \| + 0" \| \| \| 7è \| Imerio Cima \| Nippo-Vini Fantini-Faizanè \| + 0" \| \| \| 8è \| Paolo Simion \| Bardiani CSF \| + 0" \| \| \| 9è \| Egan Bernal Gómez \| Team Sky \| + 0" \| \| \| 10è \| Jhonatan Narváez Prado \| Team Sky \| + 0" \| \| |                                 |                               |            |
| |                                 |                               |            |
| Font: ProCyclingStats |                                 |                               |            |
| Classificació de l'etapa |                                 |                               |            |
| Corredor | Corredor                        | Equip                         | Temps      |
| 1r | Álvaro Hodeg Chagui             | Deceuninck-Quick Step         | 3h 21' 40" |
| 2n | Martin Laas                     | Team Illuminate               | + 0"       |
| 3r | Sebastián Molano Benavides      | UAE Team Emirates             | + 0"       |
| 4t | Mihkel Räim                     | Israel Cycling Academy        | + 0"       |
| 5è | Maximiliano Richeze Araquistain | Deceuninck-Quick Step         | + 0"       |
| 6è | Luca Pacioni                    | Neri Sottoli-Selle Italia-KTM | + 0"       |
| 7è | Imerio Cima                     | Nippo-Vini Fantini-Faizanè    | + 0"       |
| 8è | Paolo Simion                    | Bardiani CSF                  | + 0"       |
| 9è | Egan Bernal Gómez               | Team Sky                      | + 0"       |
| 10è | Jhonatan Narváez Prado          | Team Sky                      | + 0"       |

| \| Classificació general \| Classificació general \| Classificació general \| Classificació general \| Classificació general \| \| Corredor \| Corredor \| Equip \| Temps \| \| \| --------------------- \| ------------------------------- \| --------------------- \| --------------------- \| --------------------- \| \| 1r \| Álvaro Hodeg Chagui \| Deceuninck-Quick Step \| 3h 36' 43" \| \| \| 2n \| Rigoberto Urán \| EF Education First \| + 2" \| \| \| 3r \| Daniel Martínez Poveda \| EF Education First \| + 2" \| \| \| 4t \| Lawson Craddock \| EF Education First \| + 2" \| \| \| 5è \| Maximiliano Richeze Araquistain \| Deceuninck-Quick Step \| + 10" \| \| \| 6è \| Julian Alaphilippe \| Deceuninck-Quick Step \| + 10" \| \| \| 7è \| Bob Jungels \| Deceuninck-Quick Step \| + 10" \| \| \| 8è \| Jhonatan Narváez Prado \| Team Sky \| + 12" \| \| \| 9è \| Egan Bernal Gómez \| Team Sky \| + 12" \| \| \| 10è \| Iván Ramiro Sosa Cuervo \| Team Sky \| + 12" \| \| |                                 |                       |            |
| |                                 |                       |            |
| Font: ProCyclingStats |                                 |                       |            |
| Classificació general |                                 |                       |            |
| Corredor | Corredor                        | Equip                 | Temps      |
| 1r | Álvaro Hodeg Chagui             | Deceuninck-Quick Step | 3h 36' 43" |
| 2n | Rigoberto Urán                  | EF Education First    | + 2"       |
| 3r | Daniel Martínez Poveda          | EF Education First    | + 2"       |
| 4t | Lawson Craddock                 | EF Education First    | + 2"       |
| 5è | Maximiliano Richeze Araquistain | Deceuninck-Quick Step | + 10"      |
| 6è | Julian Alaphilippe              | Deceuninck-Quick Step | + 10"      |
| 7è | Bob Jungels                     | Deceuninck-Quick Step | + 10"      |
| 8è | Jhonatan Narváez Prado          | Team Sky              | + 12"      |
| 9è | Egan Bernal Gómez               | Team Sky              | + 12"      |
| 10è | Iván Ramiro Sosa Cuervo         | Team Sky              | + 12"      |

### Etapa 3
| \| Classificació de l'etapa \| Classificació de l'etapa \| Classificació de l'etapa \| Classificació de l'etapa \| Classificació de l'etapa \| \| Corredor \| Corredor \| Equip \| Temps \| \| \| ------------------------ \| ---------------------------- \| --------------------------- \| ------------------------ \| ------------------------ \| \| 1r \| Sebastián Molano Benavides \| UAE Team Emirates \| 3h 42' 52" \| \| \| 2n \| Julian Alaphilippe \| Deceuninck-Quick Step \| + 0" \| \| \| 3r \| Diego Ochoa Camargo \| Manzana Postobón \| + 0" \| \| \| 4t \| Miguel Ángel López Moreno \| Astana \| + 0" \| \| \| 5è \| Egan Bernal Gómez \| Team Sky \| + 0" \| \| \| 6è \| Edwin Ávila Vanegas \| Israel Cycling Academy \| + 0" \| \| \| 7è \| Miguel Flórez López \| Androni Giocattoli-Sidermec \| + 0" \| \| \| 8è \| Juan Esteban Arango Carvajal \| Colòmbia \| + 0" \| \| \| 9è \| Richard Carapaz Montenegro \| Movistar Team \| + 0" \| \| \| 10è \| Edison Muñoz \| Orgullo Paisa \| + 0" \| \| |                              |                             |            |
| |                              |                             |            |
| Font: ProCyclingStats |                              |                             |            |
| Classificació de l'etapa |                              |                             |            |
| Corredor | Corredor                     | Equip                       | Temps      |
| 1r | Sebastián Molano Benavides   | UAE Team Emirates           | 3h 42' 52" |
| 2n | Julian Alaphilippe           | Deceuninck-Quick Step       | + 0"       |
| 3r | Diego Ochoa Camargo          | Manzana Postobón            | + 0"       |
| 4t | Miguel Ángel López Moreno    | Astana                      | + 0"       |
| 5è | Egan Bernal Gómez            | Team Sky                    | + 0"       |
| 6è | Edwin Ávila Vanegas          | Israel Cycling Academy      | + 0"       |
| 7è | Miguel Flórez López          | Androni Giocattoli-Sidermec | + 0"       |
| 8è | Juan Esteban Arango Carvajal | Colòmbia                    | + 0"       |
| 9è | Richard Carapaz Montenegro   | Movistar Team               | + 0"       |
| 10è | Edison Muñoz                 | Orgullo Paisa               | + 0"       |

| \| Classificació general \| Classificació general \| Classificació general \| Classificació general \| Classificació general \| \| Corredor \| Corredor \| Equip \| Temps \| \| \| --------------------- \| ----------------------- \| --------------------- \| --------------------- \| --------------------- \| \| 1r \| Rigoberto Urán \| EF Education First \| 7h 19' 37" \| \| \| 2n \| Daniel Martínez Poveda \| EF Education First \| + 0" \| \| \| 3r \| Lawson Craddock \| EF Education First \| + 0" \| \| \| 4t \| Julian Alaphilippe \| Deceuninck-Quick Step \| + 2" \| \| \| 5è \| Egan Bernal Gómez \| Team Sky \| + 8" \| \| \| 6è \| Bob Jungels \| Deceuninck-Quick Step \| + 8" \| \| \| 7è \| Jhonatan Narváez Prado \| Team Sky \| + 9" \| \| \| 8è \| Iván Ramiro Sosa Cuervo \| Team Sky \| + 10" \| \| \| 9è \| Christopher Froome \| Team Sky \| + 10" \| \| \| 10è \| Sebastián Henao Gómez \| Team Sky \| + 10" \| \| |                         |                       |            |
| |                         |                       |            |
| Font: ProCyclingStats |                         |                       |            |
| Classificació general |                         |                       |            |
| Corredor | Corredor                | Equip                 | Temps      |
| 1r | Rigoberto Urán          | EF Education First    | 7h 19' 37" |
| 2n | Daniel Martínez Poveda  | EF Education First    | + 0"       |
| 3r | Lawson Craddock         | EF Education First    | + 0"       |
| 4t | Julian Alaphilippe      | Deceuninck-Quick Step | + 2"       |
| 5è | Egan Bernal Gómez       | Team Sky              | + 8"       |
| 6è | Bob Jungels             | Deceuninck-Quick Step | + 8"       |
| 7è | Jhonatan Narváez Prado  | Team Sky              | + 9"       |
| 8è | Iván Ramiro Sosa Cuervo | Team Sky              | + 10"      |
| 9è | Christopher Froome      | Team Sky              | + 10"      |
| 10è | Sebastián Henao Gómez   | Team Sky              | + 10"      |

### Etapa 4
| \| Classificació de l'etapa \| Classificació de l'etapa \| Classificació de l'etapa \| Classificació de l'etapa \| Classificació de l'etapa \| \| Corredor \| Corredor \| Equip \| Temps \| \| \| ------------------------ \| ------------------------ \| --------------------------- \| ------------------------ \| ------------------------ \| \| 1r \| Bob Jungels \| Deceuninck-Quick Step \| 3h 04' 38" \| \| \| 2n \| Mihkel Räim \| Israel Cycling Academy \| + 2" \| \| \| 3r \| Julian Alaphilippe \| Deceuninck-Quick Step \| + 2" \| \| \| 4t \| David Villarreal \| Equador \| + 2" \| \| \| 5è \| Hideto Nakane \| Nippo-Vini Fantini-Faizanè \| + 2" \| \| \| 6è \| Diego Ochoa Camargo \| Manzana Postobón \| + 2" \| \| \| 7è \| Weimar Roldán Ortiz \| Medellín \| + 2" \| \| \| 8è \| Edwin Ávila Vanegas \| Israel Cycling Academy \| + 2" \| \| \| 9è \| Miguel Flórez López \| Androni Giocattoli-Sidermec \| + 2" \| \| \| 10è \| Daniel Muñoz \| Androni Giocattoli-Sidermec \| + 2" \| \| |                     |                             |            |
| |                     |                             |            |
| Font: ProCyclingStats |                     |                             |            |
| Classificació de l'etapa |                     |                             |            |
| Corredor | Corredor            | Equip                       | Temps      |
| 1r | Bob Jungels         | Deceuninck-Quick Step       | 3h 04' 38" |
| 2n | Mihkel Räim         | Israel Cycling Academy      | + 2"       |
| 3r | Julian Alaphilippe  | Deceuninck-Quick Step       | + 2"       |
| 4t | David Villarreal    | Equador                     | + 2"       |
| 5è | Hideto Nakane       | Nippo-Vini Fantini-Faizanè  | + 2"       |
| 6è | Diego Ochoa Camargo | Manzana Postobón            | + 2"       |
| 7è | Weimar Roldán Ortiz | Medellín                    | + 2"       |
| 8è | Edwin Ávila Vanegas | Israel Cycling Academy      | + 2"       |
| 9è | Miguel Flórez López | Androni Giocattoli-Sidermec | + 2"       |
| 10è | Daniel Muñoz        | Androni Giocattoli-Sidermec | + 2"       |

| \| Classificació general \| Classificació general \| Classificació general \| Classificació general \| Classificació general \| \| Corredor \| Corredor \| Equip \| Temps \| \| \| --------------------- \| ------------------------- \| --------------------- \| --------------------- \| --------------------- \| \| 1r \| Bob Jungels \| Deceuninck-Quick Step \| 10h 24' 13" \| \| \| 2n \| Julian Alaphilippe \| Deceuninck-Quick Step \| + 2" \| \| \| 3r \| Rigoberto Urán \| EF Education First \| + 4" \| \| \| 4t \| Daniel Martínez Poveda \| EF Education First \| + 4" \| \| \| 5è \| Lawson Craddock \| EF Education First \| + 4" \| \| \| 6è \| Egan Bernal Gómez \| Team Sky \| + 12" \| \| \| 7è \| Jhonatan Narváez Prado \| Team Sky \| + 13" \| \| \| 8è \| Iván Ramiro Sosa Cuervo \| Team Sky \| + 14" \| \| \| 9è \| Sebastián Henao Gómez \| Team Sky \| + 14" \| \| \| 10è \| Miguel Ángel López Moreno \| Astana \| + 18" \| \| |                           |                       |             |
| |                           |                       |             |
| Font: ProCyclingStats |                           |                       |             |
| Classificació general |                           |                       |             |
| Corredor | Corredor                  | Equip                 | Temps       |
| 1r | Bob Jungels               | Deceuninck-Quick Step | 10h 24' 13" |
| 2n | Julian Alaphilippe        | Deceuninck-Quick Step | + 2"        |
| 3r | Rigoberto Urán            | EF Education First    | + 4"        |
| 4t | Daniel Martínez Poveda    | EF Education First    | + 4"        |
| 5è | Lawson Craddock           | EF Education First    | + 4"        |
| 6è | Egan Bernal Gómez         | Team Sky              | + 12"       |
| 7è | Jhonatan Narváez Prado    | Team Sky              | + 13"       |
| 8è | Iván Ramiro Sosa Cuervo   | Team Sky              | + 14"       |
| 9è | Sebastián Henao Gómez     | Team Sky              | + 14"       |
| 10è | Miguel Ángel López Moreno | Astana                | + 18"       |

### Etapa 5
| \| Classificació de l'etapa \| Classificació de l'etapa \| Classificació de l'etapa \| Classificació de l'etapa \| Classificació de l'etapa \| \| Corredor \| Corredor \| Equip \| Temps \| \| \| ------------------------ \| -------------------------- \| -------------------------- \| ------------------------ \| ------------------------ \| \| 1r \| Julian Alaphilippe \| Deceuninck-Quick Step \| 4h 16' 44" \| \| \| 2n \| Miguel Ángel López Moreno \| Astana \| + 0" \| \| \| 3r \| Richard Carapaz Montenegro \| Movistar Team \| + 0" \| \| \| 4t \| Daniel Martínez Poveda \| EF Education First \| + 0" \| \| \| 5è \| Iván Ramiro Sosa Cuervo \| Team Sky \| + 6" \| \| \| 6è \| Bob Jungels \| Deceuninck-Quick Step \| + 42" \| \| \| 7è \| Rigoberto Urán \| EF Education First \| + 42" \| \| \| 8è \| Alejandro Osorio \| Nippo-Vini Fantini-Faizanè \| + 42" \| \| \| 9è \| Nairo Quintana Rojas \| Movistar Team \| + 42" \| \| \| 10è \| Egan Bernal Gómez \| Team Sky \| + 42" \| \| |                            |                            |            |
| |                            |                            |            |
| Font: ProCyclingStats |                            |                            |            |
| Classificació de l'etapa |                            |                            |            |
| Corredor | Corredor                   | Equip                      | Temps      |
| 1r | Julian Alaphilippe         | Deceuninck-Quick Step      | 4h 16' 44" |
| 2n | Miguel Ángel López Moreno  | Astana                     | + 0"       |
| 3r | Richard Carapaz Montenegro | Movistar Team              | + 0"       |
| 4t | Daniel Martínez Poveda     | EF Education First         | + 0"       |
| 5è | Iván Ramiro Sosa Cuervo    | Team Sky                   | + 6"       |
| 6è | Bob Jungels                | Deceuninck-Quick Step      | + 42"      |
| 7è | Rigoberto Urán             | EF Education First         | + 42"      |
| 8è | Alejandro Osorio           | Nippo-Vini Fantini-Faizanè | + 42"      |
| 9è | Nairo Quintana Rojas       | Movistar Team              | + 42"      |
| 10è | Egan Bernal Gómez          | Team Sky                   | + 42"      |

| \| Classificació general \| Classificació general \| Classificació general \| Classificació general \| Classificació general \| \| Corredor \| Corredor \| Equip \| Temps \| \| \| --------------------- \| -------------------------- \| --------------------- \| --------------------- \| --------------------- \| \| 1r \| Julian Alaphilippe \| Deceuninck-Quick Step \| 14h 40' 46" \| \| \| 2n \| Daniel Martínez Poveda \| EF Education First \| + 8" \| \| \| 3r \| Miguel Ángel López Moreno \| Astana \| + 23" \| \| \| 4t \| Iván Ramiro Sosa Cuervo \| Team Sky \| + 29" \| \| \| 5è \| Bob Jungels \| Deceuninck-Quick Step \| + 53" \| \| \| 6è \| Richard Carapaz Montenegro \| Movistar Team \| + 55" \| \| \| 7è \| Rigoberto Urán \| EF Education First \| + 57" \| \| \| 8è \| Lawson Craddock \| EF Education First \| + 57" \| \| \| 9è \| Egan Bernal Gómez \| Team Sky \| + 1' 05" \| \| \| 10è \| Óscar Sevilla Rivera \| Medellín \| + 1' 27" \| \| |                            |                       |             |
| |                            |                       |             |
| Font: ProCyclingStats |                            |                       |             |
| Classificació general |                            |                       |             |
| Corredor | Corredor                   | Equip                 | Temps       |
| 1r | Julian Alaphilippe         | Deceuninck-Quick Step | 14h 40' 46" |
| 2n | Daniel Martínez Poveda     | EF Education First    | + 8"        |
| 3r | Miguel Ángel López Moreno  | Astana                | + 23"       |
| 4t | Iván Ramiro Sosa Cuervo    | Team Sky              | + 29"       |
| 5è | Bob Jungels                | Deceuninck-Quick Step | + 53"       |
| 6è | Richard Carapaz Montenegro | Movistar Team         | + 55"       |
| 7è | Rigoberto Urán             | EF Education First    | + 57"       |
| 8è | Lawson Craddock            | EF Education First    | + 57"       |
| 9è | Egan Bernal Gómez          | Team Sky              | + 1' 05"    |
| 10è | Óscar Sevilla Rivera       | Medellín              | + 1' 27"    |

### Etapa 6
| \| Classificació de l'etapa \| Classificació de l'etapa \| Classificació de l'etapa \| Classificació de l'etapa \| Classificació de l'etapa \| \| Corredor \| Corredor \| Equip \| Temps \| \| \| ------------------------ \| ------------------------- \| ------------------------ \| ------------------------ \| ------------------------ \| \| 1r \| Nairo Quintana Rojas \| Movistar Team \| 3h 57' 19" \| \| \| 2n \| Iván Ramiro Sosa Cuervo \| Team Sky \| + 8" \| \| \| 3r \| Miguel Ángel López Moreno \| Astana \| + 8" \| \| \| 4t \| Egan Bernal Gómez \| Team Sky \| + 16" \| \| \| 5è \| Rigoberto Urán \| EF Education First \| + 1' 01" \| \| \| 6è \| Daniel Martínez Poveda \| EF Education First \| + 1' 01" \| \| \| 7è \| Jhojan García \| Manzana Postobón \| + 1' 27" \| \| \| 8è \| Didier Chaparro \| Orgullo Paisa \| + 1' 32" \| \| \| 9è \| Sergio Henao Montoya \| UAE Team Emirates \| + 1' 36" \| \| \| 10è \| Jhonatan Narváez Prado \| Team Sky \| + 1' 40" \| \| |                           |                    |            |
| |                           |                    |            |
| Font: ProCyclingStats |                           |                    |            |
| Classificació de l'etapa |                           |                    |            |
| Corredor | Corredor                  | Equip              | Temps      |
| 1r | Nairo Quintana Rojas      | Movistar Team      | 3h 57' 19" |
| 2n | Iván Ramiro Sosa Cuervo   | Team Sky           | + 8"       |
| 3r | Miguel Ángel López Moreno | Astana             | + 8"       |
| 4t | Egan Bernal Gómez         | Team Sky           | + 16"      |
| 5è | Rigoberto Urán            | EF Education First | + 1' 01"   |
| 6è | Daniel Martínez Poveda    | EF Education First | + 1' 01"   |
| 7è | Jhojan García             | Manzana Postobón   | + 1' 27"   |
| 8è | Didier Chaparro           | Orgullo Paisa      | + 1' 32"   |
| 9è | Sergio Henao Montoya      | UAE Team Emirates  | + 1' 36"   |
| 10è | Jhonatan Narváez Prado    | Team Sky           | + 1' 40"   |

## Classificació final
| \| Classificació general \| Classificació general \| Classificació general \| Classificació general \| Classificació general \| \| Corredor \| Corredor \| Equip \| Temps \| \| \| --------------------- \| -------------------------- \| -------------------------------- \| --------------------- \| --------------------- \| \| 1r \| Miguel Ángel López Moreno \| Astana \| 18h 38' 32" \| \| \| 2n \| Iván Ramiro Sosa Cuervo \| Team Sky \| + 4" \| \| \| 3r \| Daniel Martínez Poveda \| EF Education First \| + 42" \| \| \| 4t \| Egan Bernal Gómez \| Team Sky \| + 54" \| \| \| 5è \| Nairo Quintana Rojas \| Movistar Team \| + 1' 04" \| \| \| 6è \| Rigoberto Urán \| EF Education First \| + 1' 31" \| \| \| 7è \| Julian Alaphilippe \| Deceuninck-Quick Step \| + 1' 33" \| \| \| 8è \| Sergio Henao Montoya \| UAE Team Emirates \| + 2' 41" \| \| \| 9è \| Richard Carapaz Montenegro \| Movistar Team \| + 2' 46" \| \| \| 10è \| Rodrigo Contreras \| Astana \| + 2' 47" \| \| \| 11è \| Alejandro Osorio \| Nippo-Vini Fantini-Faizanè \| + 3' 31" \| \| \| 12è \| Freddy Montaña Cadena \| EPM \| + 3' 31" \| \| \| 13è \| Winner Anacona Gómez \| Movistar Team \| + 3' 37" \| \| \| 14è \| Edward Beltrán \| Medellín \| + 3' 37" \| \| \| 15è \| Óscar Quiroz Ayala \| Coldeportes Bicicletas Strongman \| + 3' 40" \| \| |                            |                                  |             |
| |                            |                                  |             |
| Font: ProCyclingStats |                            |                                  |             |
| Classificació general |                            |                                  |             |
| Corredor | Corredor                   | Equip                            | Temps       |
| 1r | Miguel Ángel López Moreno  | Astana                           | 18h 38' 32" |
| 2n | Iván Ramiro Sosa Cuervo    | Team Sky                         | + 4"        |
| 3r | Daniel Martínez Poveda     | EF Education First               | + 42"       |
| 4t | Egan Bernal Gómez          | Team Sky                         | + 54"       |
| 5è | Nairo Quintana Rojas       | Movistar Team                    | + 1' 04"    |
| 6è | Rigoberto Urán             | EF Education First               | + 1' 31"    |
| 7è | Julian Alaphilippe         | Deceuninck-Quick Step            | + 1' 33"    |
| 8è | Sergio Henao Montoya       | UAE Team Emirates                | + 2' 41"    |
| 9è | Richard Carapaz Montenegro | Movistar Team                    | + 2' 46"    |
| 10è | Rodrigo Contreras          | Astana                           | + 2' 47"    |
| 11è | Alejandro Osorio           | Nippo-Vini Fantini-Faizanè       | + 3' 31"    |
| 12è | Freddy Montaña Cadena      | EPM                              | + 3' 31"    |
| 13è | Winner Anacona Gómez       | Movistar Team                    | + 3' 37"    |
| 14è | Edward Beltrán             | Medellín                         | + 3' 37"    |
| 15è | Óscar Quiroz Ayala         | Coldeportes Bicicletas Strongman | + 3' 40"    |

## Evolució de les classificacions
| Etapes                 | Vencedor               | Classificació general | Classificació per punts | Classificació de la muntanya | Classificació dels joves | Classificació de la combativitat | Classificació dels esprints | Classificació per equips |
| ---------------------- | ---------------------- | --------------------- | ----------------------- | ---------------------------- | ------------------------ | -------------------------------- | --------------------------- | ------------------------ |
| 1                      | EF Education First     | Rigoberto Urán        | Rigoberto Urán          | Rigoberto Urán               | Álvaro Hodeg             | Daniel Martínez                  | no entregat                 | EF Education First       |
| 2                      | Álvaro Hodeg           | Álvaro Hodeg          | José Tito Hernández     | Álvaro Hodeg                 | Álvaro Hodeg             | Óscar Sevilla                    | Steven Cuesta               | EF Education First       |
| 3                      | Sebastián Molano       | Rigoberto Urán        | William Muñoz           | Sebastián Molano             | Daniel Martínez          | Fabio Duarte                     | Marvin Angarita             | EF Education First       |
| 4                      | Bob Jungels            | Bob Jungels           | William Muñoz           | Sebastián Molano             | Daniel Martínez          | Miguel Ángel López               | Miguel Ángel López          | EF Education First       |
| 5                      | Julian Alaphilippe     | Julian Alaphilippe    | Alexis Camacho          | Julian Alaphilippe           | Daniel Martínez          | Óscar Quiroz                     | Óscar Sevilla               | EF Education First       |
| 6                      | Nairo Quintana         | Miguel Ángel López    | Iván Sosa               | Julian Alaphilippe           | Miguel Ángel López       | Edwin Avila                      | Óscar Sevilla               | EF Education First       |
| Classificacions finals | Classificacions finals | Miguel Ángel López    | Iván Sosa               | Julian Alaphilippe           | Miguel Ángel López       | no entregada                     | Óscar Sevilla               | EF Education First       |